# 彼得·维克斯特伦
彼得·维克斯特伦（瑞典語：Peter Vikström，1977年1月4日—），瑞典男子轮椅网球运动员。他曾代表瑞典参加2000年、2004年、2008年和2012年夏季残疾人奥林匹克运动会轮椅网球比赛，获得一枚金牌和一枚银牌。